# Samsung Galaxy Mini

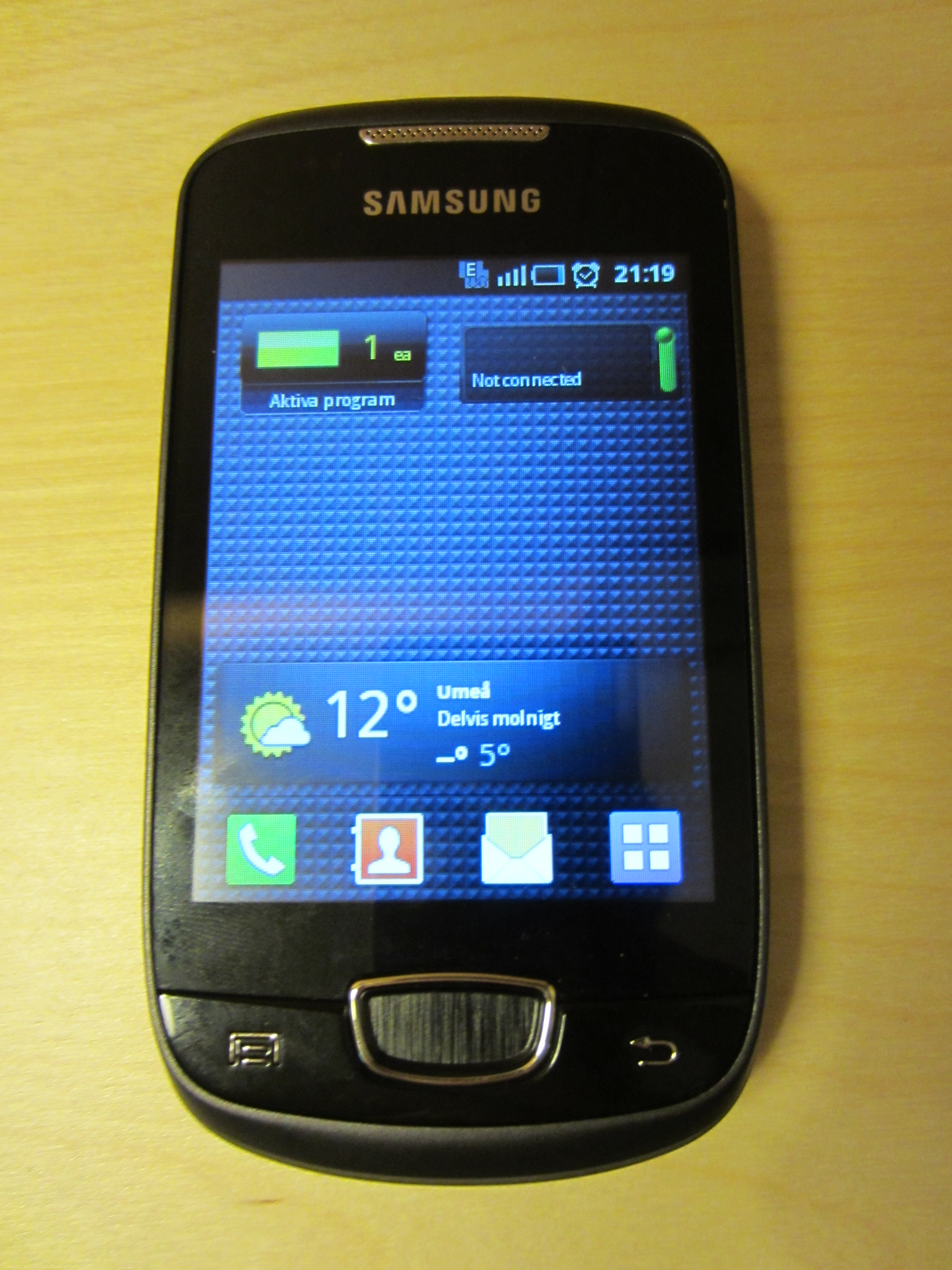
Samsung Galaxy Mini

Samsung Galaxy Mini (též Samsung Galaxy Next/Pop) je smartphone firmy Samsung, který běží na operačním systému Android 2.3. Byl uveden na jaře 2011. V roce 2012 byl představen jeho nástupce Samsung Galaxy Mini 2.
Mobil je vybaven 3,14palcovým (80 mm) TFT LCD displejem s rozlišením QVGA 320×240 pixely s podporou 262 tisíc barev. Nabízí připojení přes dva protokoly, čtyřpásmový GSM (850/900/1800/1900 MHz) a dvoupásmový HSDPA (900/2100 MHz) o rychlosti 7.2 Mbit/s.